# Guane
Guane é um município de Cuba pertencente à província de Pinar del Río. 